# 東国原英夫
東国原 英夫（ひがしこくばる ひでお、1957年〈昭和32年〉9月16日 - ）は、日本の政治家、コメンテーター、タレント、作家。1980年代から1990年代にかけてビートたけしの一番弟子およびたけし軍団の一員としてそのまんま東名義でお笑いタレントとして活動。
2006年に政治家に転身し、2007年から2011年まで宮崎県知事（公選第17代）、2012年から2013年まで日本維新の会の衆議院議員（1期）を歴任した。

## 経歴

### 生い立ち
宮崎県都城市出身。都城市立東小学校、都城市立妻ケ丘中学校、宮崎県立都城泉ヶ丘高等学校、専修大学経済学部経済学科卒業。

### タレント“そのまんま東”として
専修大学卒業後の1980年、フジテレビ『笑ってる場合ですよ!』のお笑いオーディションコーナー「お笑い君こそスターだ!」に「オスカル・メスカル」という漫才コンビで出場した際に、同番組に出演していたビートたけしの楽屋を訪ねて弟子入りを願い出て（初回出演が水曜日だったため、火曜レギュラーだったたけしと会うには4日勝ち抜かなければならなかった）、1981年1月に付き人となる。現在までに数多くいるたけしの弟子の第1号である。デビュー当初の芸名は東英夫だった。
その後、相方の芸能界引退に伴いコンビは解散。丸山昭範と3か月だけという約束で、「ツーツーレロレロ」というコンビを結成。3か月後、大森うたえもんとコンビを組み「ツーツーレロレロ」を続ける。1983年にたけし軍団の一員となり、「ツーツーレロレロ」のコンビを解消。
上岡龍太郎に誘われ、石田純一らとマラソンに打ち込んだ時期があり、それが現在にも生かされている。

### 作家活動
不祥事で芸能活動を自粛していた1987年に書いた推理小説『ビートたけし殺人事件』がベストセラーになり、1988年にTBSでドラマ化され、東国原自身もたけし軍団の面々と共に出演。後に結婚することになるかとうかず子もヒロイン役で出演していた。

### 不祥事・前科
- 1986年12月9日、ビートたけしに率いられ、たけし軍団と共に講談社を襲撃、暴行罪で現行犯逮捕されたが不起訴処分（起訴猶予）となる。→詳細はフライデー襲撃事件を参照。
- 1997年に催されたオフィス北野の新年会において、当時たけし軍団に在籍していた男性の側頭部を蹴って頭部打撲等のけがを負わせたとして、1999年11月22日に傷害容疑で書類送検された。東国原は暴行の事実を認め、略式起訴で罰金を払い、芸能活動を再度自粛した。東国原の公式ウェブサイトでの説明によると、先輩として規律を正す意味（鉄拳制裁）で蹴ったとし、自著の中で件の後輩が事務所の経費を無断で使い込んでいた疑惑に対して「先輩として」怒ってしまったと明かし、暴行傷害行為に至った事については全面的に認め反省を表している。ただし、男性はブログで暴行事件について反論し[7]、後に東国原に500万円の慰謝料などを求める訴訟を起こしている。以降、たけし軍団では、鉄拳制裁が禁止となった。
- 1998年10月13日、41歳の時に、東京都内のイメージクラブ店が未成年の従業員を使っていたことで、児童福祉法違反並びに東京都青少年健全育成条例違反の容疑で経営者が逮捕された。その当時16歳であった従業員の少女が、性的なサービスをした客として東国原の名前を供述したことで、東国原も同容疑で警察から任意の事情聴取を1回受けたが、「18歳未満とは知らなかった」と釈明した。当時の妻のかとうもマスコミを通じ、謝罪の文書を発表した。以後芸能活動を5か月間自粛した。東国原自身は法的責任を問われなかったが、倫理的な性質の問題からマスコミでは「淫行事件」として大々的に報道され、社会の激しい批判を浴びることとなった[8]。「少女への淫行で逮捕された」と誤解されることがあるが、任意の事情聴取のみであるため逮捕と訴追の事実はなく、犯罪歴ではない。

### 政治家“東国原英夫”に転身
2000年、早稲田大学第二文学部入学、2004年卒業。同年早稲田大学政治経済学部入学（中退）。
2006年に本人を代表とする政治研究会「そのまんま会」を設立、12月4日に故郷宮崎県の県選挙管理委員会に政治団体としての届け出を行い、地元での事務所開きにおいて、支援者を前に自らの出馬にかける思いを語った際は過去の不祥事についても自ら切り出し語った。その数日後に、所属していたオフィス北野を退社。官製談合事件で当時の現職知事安藤忠恕が逮捕されたことに伴う第17回宮崎県知事選挙（2007年1月21日投開票）へ無所属で立候補。当初は過去の問題行動や言動などのイメージもあって出馬を疑問視する声や東国原を泡沫候補とする声もあった。
東国原は選挙活動において、タレント候補にありがちなタレントの選挙応援を一切受けないこと、遊説や立会演説では宮崎県の方言である諸県弁を使い、さらに早稲田大学出身をアピールし、愚直なまでに宮崎に関する政策を訴えるなど「脱タレント」を印象付ける選挙活動を展開した。得意のマラソンも選挙活動最終日まで封印。最後の最後でマラソンをしながら選挙活動を行った。宮崎再建・宮崎自立のための具体策を打ち出した『そのまんまマニフェスト』や無所属であることの「しがらみのなさ」を強調しての県政批判などは政治に無関心な無党派層の関心を呼び起こしただけではなく、現状に不満を持つ政党支持層へも支持を拡大していくこととなった。マニフェストの作成には渡瀬裕哉が参加した。
東国原をサポートする政務秘書に元たけし軍団の吉川敏夫が就任する。早川伸吾と共に、多忙な東国原の生活面を助けている。
こうして、「しがらみのなさ」や「宮崎を変える」という期待感が県民に好印象を与えたことに加え、保守陣営の分裂という追い風も幸いして、投票のうち約45%を得て当選した。各マスコミによる出口調査では無党派層だけでなく各政党支持層からも一定の票を獲得したことが窺える。小学校の卒業文集に「夢は政治家とお笑い芸人」と書いていたが、その夢を2つとも叶えることとなった。

### 宮崎県知事として

#### 2007年
早稲田大学受験にあたって、政治家への転身の希望までは告げぬまま、ビートたけしに相談を持ちかけたところ、「どんな政権になっても生き延びるのが芸人であり、社会の問題をただすのは芸人ではない。政治家として活動するのであれば、たけし軍団を脱退し、師弟関係を一度解消すること。」と、政治家への転身の希望を見透かしていたビートたけしから条件付きで承諾を得た。このため、選挙活動は芸名の「そのまんま東」で行なったが、県知事に就任してからは本名で活動している。一方、返上された「そのまんま東」の芸名は、2007年3月にたけしの付き人であるゾマホン・ルフィンが「2代目」として襲名した。
作業服で初登庁したり、「椅子をパイプ椅子に替える」「こんな立派な机もいらない」「退職金は出来高払い。議会がいらないと言えばいらない」などの言動が地元では好意的に受け止められている。知事専用の公用車について、当初は「廃止する」と述べていたが、燃費や他の手段を使った場合のコストなどの問題を考え、車種をトヨタの「センチュリー」から、ハイブリッドカーである「トヨタ・エスティマ」へ乗り換え、これにより年60万円の公費削減となった。似たような理由で知事公舎にも住んでいない（置き換えられたセンチュリーは競売に掛けられ、255万円で落札（譲渡）された。また副知事車両、出納長車両も同様に競売に掛けられ落札された）。
報道番組やワイドショーに連日報道されたり多くの特集が組まれると、積極的に出演して宮崎県の宣伝を行い、自らを「宮崎県のセールスマン」と称した。バラエティー番組への出演も多く「テレビに出演しすぎだ」「知事になってもタレントのつもりでいる」などの批判が一部からも挙がるも、本人は宮崎県の全国に対する効果的なPR活動として重点を置いた。就任後のテレビ番組出演はすべて宮崎県のPR目的であるため、スケジュール、時間的にどうしても不可能な場合を除き、極力出演依頼を断らないようにしていた。出演料もタレント時代では考えられないような低い条件でも出演を断ることはほぼなかった。仕事によっては、ほぼノーギャラで交通費など雑費のオファー側負担だけでもテレビ番組やイベントに出演することもあった。
2007年1月23日の知事就任直前に清武町で、直後に日向市、新富町でそれぞれ鳥インフルエンザが発生した。この状況に素早く対処すべく、1月29日に中央省庁を訪れて国からの財政支援などを要請した。県内の民放局で流す、県内産の鶏肉や鶏卵の安全性を訴えるCMに自ら出演したり、宮崎県の巨人軍キャンプとソフトバンクの練習場を訪れて宮崎県産地鶏などを贈呈するなど、風評被害対策のために鶏肉の安全性と県内特産品を売り込んだ。ソフトバンクのキャンプで監督の王貞治と会って、「王監督の手は神のようだ」と言っていた。
2007年2月15日に「オール野党」とも評される県議会で所信表明演説を行なった。その様子は宮崎放送（MRT、TBS系列）で午前9時55分から生中継（所信表明演説の中継は県議会史上初）され、普段は埋まることのない60の傍聴席を求めて93人の市民が訪れるなど、異例づくめの所信表明演説となった。その際に発した「宮崎をどげんかせんと（どうにかしないと）いかん」というフレーズは幾度となくマスコミに取り上げられ、注目を集めた。この言葉は流行語大賞にも選ばれた。実際は「どげんかせんないかん」が正しく、本人もそう発声している。地元都城では、「どげんかせんといかん」と発声することはまずない。「どげんか」と発声するのは都城など旧薩摩藩領だった地域で話される薩隅方言系の諸県弁の特徴であり、宮崎市などで話される豊日方言系の宮崎弁では「どんげか」と発声する。こういったことが間違った形で広まり、流行語大賞も間違った形でノミネート・受賞に至った。
2003年に4億9600万円の公費を費やして建設された知事公舎を批判し、選挙前から住んでいるマンションに知事に当選後も住んでいたが、当選後は自宅マンションや近隣住民へのいたずらが多く迷惑を掛けているとの理由で勤務先の県庁に歩いて行ける近場のマンションをローンで購入し、2007年3月29日から住んでいる。
知事選で争った、自民党推薦の持永哲志を副知事に迎えるという人事構想を抱く。自民党会派が勢力を占める県議会とのパイプ役や中央省庁とのパイプ役を模索していると報道されるが、「脱・官僚」を期待して東国原に投票した県民の反発を招き、起用を断念した。副知事に総務省出身で宮崎県に出向中の河野俊嗣（現・宮崎県知事）を起用した。
2007年4月16日の定例記者会見において、「特に発表することがない場合は（会見を）カットしてもよいのではないか」「毎日取材に答えているので、改めて話す内容はない。それでもやる意義はあるのか」などとして、各社の記者と20分間にわたり問答を繰り返した。
後に出演した『サンデープロジェクト』（テレビ朝日）4月29日放送分でも「特に発表することがない場合でも、わざわざ12時まで会見時間を設けるのは効率が悪く、浮いた時間を公務に回すべき」（通常の定例記者会見が11:00〜12:00の1時間で行われるため）と発言したが、かつての長野県知事である田中康夫のように記者クラブを撤廃させようというものではなく、あくまでも県政の効率化のための提案であることを述べている。その際は一部保守系メディアから非難を受けた。
2007年7月に宮崎日日新聞社が行なった世論調査は、支持95.2%だった。

#### 2008年
2008年1月20日に、「新しい日本をつくる国民会議」（21世紀臨調）を母体とする「地域・生活者起点で日本を洗濯（選択）する国民連合」（通称：せんたく）の設立に発起人として参加。
道路特定財源問題では「暫定税率維持」の方針を明確に打ち出し、「暫定税率撤廃」を主張する政党（主に民主党）や議員に対して、連日テレビで批判を繰り返した。この為、東国原は新「道路族」と呼ばれることもある。
2008年6月、宮崎県議会の一般質問に於いて、現在は予定額250万円以上の全ての工事を一般競争入札であるのに対して、「今の方法がベストではない。検証結果を踏まえ、その都度見直す」と指名競争入札の復活も検討する方針を示した。
2007年1月から2008年9月30日までの間に政治資金パーティーを11回開き、約6000万円を集金した。東国原の前任者で、競売入札妨害容疑によって逮捕された安藤忠恕の政治団体（明日の宮崎を創る会）に寄付していた県建設業政治連盟（宮崎県内の建設業界による政治団体）も、東国原のパーティ券を購入していた。

### 衆院選出馬騒動

#### 2008年の騒動
2008年10月、地元宮崎県選出の代議士・中山成彬（宮崎1区）が次期衆議院議員総選挙に出馬せず、引退を表明した際に宮崎県政界の中に東国原を後継候補者として擁立する動きがあった。しかし、東国原は10月6日、「現時点で（衆議院の）総選挙に出る意思はない。知事の任期を全うしたい」と衆議院総選挙出馬をしないことを表明した。しかし、程なく変節し、11月20日夜に延岡市内で行われた講演で、「なるからには閣僚か、トップです。初当選、初入閣」と述べた。

#### 2009年の騒動
2009年6月23日、当時自由民主党選挙対策委員長であった古賀誠と会談し、次期衆議院議員選挙への出馬を要請された。それに対して、全国知事会の改革案を一言一句違わずに受入れることや自身を「自民党総裁候補」とすることを条件として提示した。一方で、同日FNNスーパーニュースに出演し、「民主党で出馬する方が、早く改革できるのでは？」と問われたのに対し、「党としての経験が蓄積されていることを重視し、自民党が下野することになっても民主党で出馬することはない」と発言し、相対的に自民党を支持していることを示唆した。
2009年7月1日、毎日新聞の朝刊において、地方分権担当大臣または無任所の大臣としての入閣との報道がされた。これを受けて、同日、宮崎県高千穂町で報道陣の問いかけに対し、「大臣であろうがなかろうが、自民党が変わるならお受けします」旨返答し、改めて次期衆議院議員選挙へ出馬する意向を示した。さらに、翌日付の朝日新聞において、民主党が自らを代表に選ぶことはないとの見込みを理由に、自民党から出馬することを改めて表明し、「自分が自民党から出馬すれば自民党は負けない、負けさせない」「（国会議員になった場合）次期県知事には自分の継承者を指名した上で口出しするから、事実上の県知事は自分であり、次期県知事は傀儡政権である」旨の発言をしたと報道された。
上記の新聞記事が掲載された同日、政治資金パーティーにて、「（国政に）行くなと言うんだったら行かない。1年半プラーっとさせてもらう」「（2010年度の）予算編成して来年2月に議会に示し、採決されれば事実上、僕の仕事は終わり」と発言していたことが報じられた。

#### 2010年から任期満了へ

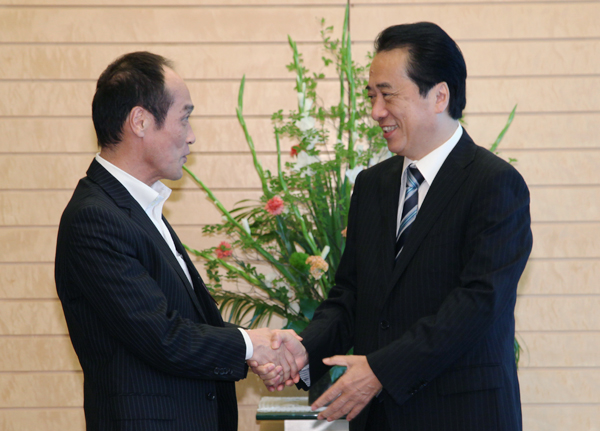
2010年8月、菅直人首相（右）と握手を交わす

2010年日本における口蹄疫の流行は宮崎県畜産家を直撃した。県の対応については、3月下旬に感染が疑われる牛が見つかったにもかかわらず最初の感染事例として公表したのが4月20日であったことから、3月に対策をとっていれば感染拡大は防げたと指摘されている。
2010年6月、対アジア戦略に関するインタビューで「僕は福岡と韓国の釜山に海底トンネルを掘り、新幹線、あるいは高速道路を通せないかと考えています」との日韓トンネルに関する持論を展開している。
2010年11月下旬に県内への企業誘致社数が99社に達し、マニフェストに掲げていた100社まで後1社となっていた。2010年12月2日、遂に企業誘致社数がマニフェストに掲げていた100社に達する。
スポーツ報知が2010年8月27日付け裏一面で「次期知事選不出馬、都知事選出馬を検討」と報道。2010年9月29日の県議会本会議答弁で、任期限りの退任を正式表明し、2011年1月20日に任期を満了して退任した。

### 知事退任後
2011年2月10日、政治団体「英（はなぶさ）の会」を設立した。同年4月実施の2011年東京都知事選挙へ立候補し、1,690,669票を集めたが、前職の石原慎太郎知事に90万票強の大差を付けられ、落選した。ただし、得票数は全立候補者中、石原に次ぐ2位であった。知事退任後もテレビ出演等での名義は「そのまんま東」ではなく、東国原英夫名義である。
2012年12月に行われた第46回衆議院議員総選挙に日本維新の会から比例近畿ブロックに出馬、比例単独の名簿順位1位として当選した。

### 衆議院議員として

2013年4月9日、衆議院予算委員会で安倍晋三首相の答弁を聞く東国原

2013年2月8日、国会デビューとも言える予算委員会初質問に立った。内容は『地方公務員給与の削減は「国の横暴」だ』 というものであった。
2013年10月8日、日本維新の会の広報委員長に就任。
2013年12月17日、「日本維新の会の原点である理念、政策、方向性が変質・変容している感が否めない」 として党を離党し議員辞職した。

### 衆議院議員辞職後
衆議院議員辞職後は政治評論家、コメンテーターなどとして活動。政治家転身前の芸名「そのまんま東」はたけしに返上しているため、本名で活動している。政界復帰に関しては2017年時点では否定していた。
2022年8月17日、宮崎市で記者会見を行い、同年12月25日投開票予定の宮崎県知事選挙へ立候補する意向を正式表明した。会見で「疲弊した地域経済を回復させ、県民の心に明るい未来志向の光をともしたい。4年で辞めたことへのおしかりもあり、重い十字架としてのしかかっていた。最後のチャンスをいただけるのならば、自分の全てを注ぎ全力で頑張りたい」と述べた。同日、自民党宮崎県連に推薦願を提出したが、8月20日に自民党宮崎県連は現職の河野俊嗣を推薦することを決定した。
2022年12月25日に宮崎県知事選挙が行われ、即日開票の結果、当初の現職圧倒的優位の下馬評を覆す猛追を見せ、接戦に持ち込んだものの、次点で落選した。県知事選以降も宮崎県内に軸足を置き、自身のYoutubeチャンネルで宮崎県の県産品や観光地を紹介するなど宮崎県をPRする活動も行っている。
2025年1月23日、竹内英明元兵庫県議会議員の死去に際し、SNS上で事実と反する情報を拡散したとして、ゴゴスマの出演を両者協議の上、見合わせた。

## 発言・主張

### 国会について
国会議員の本会議・委員会・勉強会への遅刻や（特に携帯電話に出るための）途中退席・私語・野次・居眠りが常態化していることを厳しく批判している。

### 弘大日本人女性暴行事件
2019年（令和元年）8月27日のテレビ番組の放送で日韓関係を特集した際に、韓国で日本人女性が韓国人男性に髪をつかまれるなどした映像が拡散していることについて、当時火曜レギュラーだった武田邦彦が「路上で日本人の女性観光客を襲うなんていうのは、世界で韓国しかありませんよ」などと発言し、さらに同月29日の放送では東国原がコメントする途中で、東海大学教授でコメンテーターの金慶珠が意見を述べようとした事で、東国原が「黙ってろ、お前は。黙っとけ、この野郎。しゃべりすぎだよ、お前。僕、あの人が来たらね、今日欠席してる。事前に言ってよ今度ね」などと激昂した。その後、同月30日の放送の冒頭で、石井亮次（当時CBCアナウンサー）が「ヘイト（スピーチ）や犯罪の助長を容認することはできません。不快な思いをされた方々におわびいたします」と謝罪し、9月5日の放送でも東国原が「おっしゃった通り声を荒らげたことは大変申し訳なかったと思います。改めてお詫び申し上げたいと思います」と謝罪した。

### 首相指名選挙での発言
2021年（令和3年）10月4日のテレビ番組内で衆議院の総理大臣指名選挙で自民党衆院議員の高市早苗に1票入っていたことを紹介した際に、東国原が「入れたのは衛藤征士郎さんではないかと推察する」と発言。その後、NHK党衆院議員の丸山穂高（当時）が自身のYouTubeチャンネルで自分が高市に投票したことを明らかにしたため、翌5日の放送の冒頭で石井亮次が「事実ではありませんでした。お詫びして訂正致します。大変失礼致しました」と謝罪した。

### 死去した前兵庫県議に対する虚偽投稿
2025年1月20日、東国原はX（旧ツイッター）において、兵庫県庁内部告発文書問題を調査する百条委員会の委員を務めた前兵庫県議が2日前に死去した報道に関連し、「警察から事情聴取もされていたと聞く」などと投稿した。同様の内容は元参議院議員の立花孝志もSNSで発信していた。しかし、兵庫県警の本部長は同日、県議会の警察常任委員会で、前県議について「被疑者として、任意の調べをしたことはなく、逮捕するという話は全くない」と述べ、立花や東国原の発信を全面的に否定した。東国原はその後、投稿を削除し「大変申し訳ありませんでした」と謝罪した。投稿の根拠については、ネット上の情報や県関係者の知人から「事情聴取を受けたということは事実らしい」と聞いたことを挙げていたが、事実確認は行っていなかったことを認めている。また、2025年1月25日の報道特集では、「事実でなかったことを投稿した？」との質問に対して、「疑惑があるというのは事実」であり、「疑惑があったことが事実なら『疑惑がありましたよね』と書きます。疑惑が本当かどうかまでは追及できません」と発言し、不確かな情報であっても“疑惑”として発信することは問題ないとの認識を示した。この一連の虚偽情報拡散を受け、2025年1月23日には、竹内元県議の死去に関し事実と異なる情報を拡散した責任を取り、東国原は情報番組『ゴゴスマ -GO GO!Smile!-』への出演を両者協議の上で見合わせた。

## 略歴
- 1957年（昭和32年）9月16日 - 宮崎県にて出生。後に鹿児島県囎唹郡に転居。姉がいる。
- 1976年（昭和51年）
  - 3月 - 宮崎県立都城泉ヶ丘高等学校全日制課程普通科を卒業。
  - 4月 - 専修大学経済学部経済学科入学。
- 1980年（昭和55年）
  - 3月 - 専修大学経済学部経済学科卒業。
  - 12月 - フジテレビ のお昼のバラエティ番組『笑ってる場合ですよ!』の「お笑い君こそスターだ!」のコーナーで漫才コンビ「オスカル・メスカル」で出場し、チャンピオンになる。
- 1981年（昭和56年）1月 - ビートたけし（ツービート）の最初のボーヤ（付き人）となる。
- 1983年（昭和58年）9月 - 『お笑いスター誕生!!』で「ツーツーレロレロ」として出場し、金賞を受賞。
- 1985年（昭和60年） - フリーアナウンサーの片平きみよ（現：片平夏貴）と結婚。
- 1986年（昭和61年）12月9日 - フライデー襲撃事件。師匠たけし及びたけし軍団のメンバー10人とともに逮捕される（後に不起訴）。
- 1989年（平成元年） - 片平きみよと離婚。
- 1990年（平成02年）3月 - 女優のかとうかずこ（現：かとうかず子）と再婚。直後にAV女優との浮気が報じられる[51]。
- 1998年（平成10年） - イメクラで16歳の少女と騒動[51]。
- 2000年（平成12年）4月 - 社会人入試（英語と小論文）で早稲田大学第二文学部社会人間系専修入学。
- 2004年（平成16年）
  - 3月 - 早稲田大学第二文学部社会人間系専修卒業。
  - 4月 - 社会人AO入試で早稲田大学政治経済学部政治学科入学。
- 2006年（平成18年）
  - 2月3日 - かとうかずこと離婚。
  - 3月 - 早稲田大学政治経済学部政治学科中途退学。
  - 12月13日 - オフィス北野（所属事務所）との契約を解消。
- 2007年（平成19年）1月21日 - 第17回宮崎県知事選挙（無所属）当選。有効票数は266,807票。
- 2011年（平成23年）
  - 1月20日 - 宮崎県知事を任期満了により退任。
  - 3月22日 - 東京都知事選挙に立候補することを表明。
  - 4月10日 - 東京都知事選挙にて落選。
  - 4月21日 - シンクバンク（所属事務所）と契約[52]。
- 2012年（平成24年）12月16日 - 第46回衆議院議員総選挙（日本維新の会）にて初当選。
- 2013年（平成25年）12月17日 - 日本維新の会を離党し、衆議院議員を辞職[53]。
- 2014年（平成26年）9月16日 - 20歳年下の一般女性との婚姻の届出をした旨を自身のツイッターで公表[54]。

### 選挙歴
| 当落 | 選挙                   | 執行日         | 年齢 | 選挙区           | 政党         | 得票数     | 得票率 | 定数 | 得票順位 /候補者数 | 政党内比例順位 /政党当選者数 |
| ---- | ---------------------- | -------------- | ---- | ---------------- | ------------ | ---------- | ------ | ---- | ------------------ | ---------------------------- |
| 当   | 宮崎県知事選挙         | 2007年1月21日  | 49   | ――               | 無所属       | 26万6807票 | 44.42% | 1    | 1/5                | /                            |
| 落   | 東京都知事選挙         | 2011年4月10日  | 53   | ――               | 無所属       | 169万669票 | 28.06% | 1    | 2/11               | /                            |
| 当   | 第46回衆議院議員総選挙 | 2012年12月16日 | 55   | 比例近畿ブロック | 日本維新の会 |            |        | 29   | /                  | 1/10                         |
| 落   | 宮崎県知事選挙         | 2022年12月25日 | 65   | ――               | 無所属       | 23万5602票 | 46.94% | 1    | 2/3                | /                            |

## 家族
- 1985年にフリーアナウンサーの片平きみよ（現：片平夏貴）と結婚。子供を授かるも1989年に離婚[55]。

- 1990年に女優のかとうかず子と再婚し、1男1女を授かるが、2006年に離婚[56]。離婚の原因は東国原の宮崎県知事選出馬だと報じられたが、かとうは2022年の知事選で東国原の応援に駆け付けた際に報道を否定した[57]。
  - 長男の加藤守は立教大学卒、ジョージタウン大学公共政策大学院修了後帰国し、野村総研に入社。2022年に退社し、知事選に立候補する東国原の政策秘書を務めた[58]。

- 2014年9月に一般女性と再々婚[54]、2017年10月5日に男児が誕生している[59]。

## 人物
- ジョギングが趣味[60]。身長は170cm。血液型はB型。

- 1982年前後、たけしとたけしの弟子たちの宴会が開かれ、その席で弟子全員の芸名をたけしが命名した。東国原は新しい芸名が与えられなかったため、たけしに「殿、私の名前はどうなるのでしょうか？」と聞いたところ「東はもう、そのまんま、東でいいよ」と返答された。これは「お前は従来の芸名『東英夫』を名乗り続けろ」という意味であったが、ラッシャー板前が勘違いし、『そのまんま東』とメモし、最終的に半ばシャレで、東国原は「『そのまんま東』という芸名を与えられた」ということにした。
- ダチョウ倶楽部の上島竜兵のネタの一つであった「押すなよ!押すなよ!絶対に押すなよ!」の元ネタは東国原がたけし軍団時代に出演した番組内のやり取りである。ダチョウ倶楽部#主なギャグの項を参照。
- 引退した山口百恵の許可を得ていないプライベート映像を番組が特ダネとして放送した際、他のコメンテーターはプライバシーの問題について放送した番組を擁護する発言を行ったが、東のみが「これはいくらなんでもやりすぎである」と番組を強く批判した。のちに山口の夫の三浦友和はエッセイの中で、「擁護する発言をした人たちを忘れはしない。またそのまんま東さんの発言も忘れないし発言に感謝している」と記している[61]。
- 愛弟子に芸人早川伸吾がいる。早川はたけしの初孫弟子でもある。
- 「東国原」姓は鹿児島県曽於地域において見られる姓である。両親は鹿児島県出身かつ在住であり、電話帳で確認する限り宮崎県内に東国原姓はいない。読み方はいくつかあり、地域によっては「ひがしくにばる」「ひがしこくばら」といった読み方も存在する。原を「ハル」や「バル」と読むのは、九州および沖縄の地名にもよく見られる（前原市〈現：糸島市前原地域〉、田原坂、西諸県郡高原町、鹿児島市紫原、古墳で名高い西都原、長者原駅、沖縄県山原、宮崎市柏原など）。
- 宮崎県立都城泉ヶ丘高等学校時代はハンドボール部に所属。高校総体にも2年連続で出場した。
- 実父は手広く不動産業を営んでおり、初めての男児であった彼を可愛がり自分の名から一字を取り「英夫」と命名するほどであったが、商売上のトラブルから、自宅を放火されたことがある。晩年は事業に失敗し、変死している。自殺かどうかははっきりとは語られてはいないともされているが、TBSの人生再現ビデオでは、8歳のときに生き別れたきり会うことはなく（ただし実父は息子が忘れられず遠くから彼の様子を見ていたことがあったという）、その7年後の冬に自殺したとされている。また別に家庭のあった実父と母は入籍しておらず、妾宅であったことを小学生の時に知ったという。
- 実父と別れて後、母がつむぎ職人の男性と結婚したため東国原姓となった。
- フライデー襲撃事件でたけしの呼び出しを受けた時、講談社から本を出したかったので本当はやりたくなかったという。講談社に着いてエレベーターに乗る時、ワザとゆっくり歩いて先に皆を乗せ、東国原が最後に乗ったまではいいが、最初に降り、事件後にフライデーの社員から「（そのまんま）東が先陣を切ってきた」と供述された。
- 1999年度のNHK『第50回NHK紅白歌合戦』で、野猿を率いていたとんねるずを見て、お笑いの世界からの引退を決意したと、『ナンバー2 〜一番になれなかった天才達の物語〜』で語った。石橋貴明とはプライベートでも長きに渡る交流がある。
- 私生活では2度の離婚歴がある。宮崎県知事就任後の2008年4月にも女性問題が広く報じられ、150万円の手切れ金を渡したことが報道された[62]。
- かとうかず子との離婚後に「前々から政治家になりたいと思っていた」と言っていたことが明かされ、本人の発言やブログの記事からも政治への強い関心を見せるなど、タレント時代から政界への進出を考えていたという。謹慎中に入学した早稲田大学第二文学部社会人間系専修では、卒業論文のテーマとして選挙活動を扱ったほか、卒業後も早稲田大学政治経済学部政治学科に再入学して地方自治を専攻している。同学部入試において出題された小論文の「入学後に学んだことをどのように社会に還元するか?」との課題に対して、「地方自治を学び、それを実践する」という主旨の論述を明確に展開しており、この頃までに地方自治への進出志向が確固たるものとなっていた。
- 公式ブログでは「ワーキングプア」を自称するが、2007年度の推定所得は給与所得約1200万円、テレビ出演料や講演費など雑所得約2860万円、一時所得約50万円で総計が約4110万円と高額の年収を得ている[63]。知事就任以降、自らの知事報酬を20%削減している。
- 2006年10月に宮崎県高千穂町の天岩戸神社に近い聖地・天安河原を訪れた際に「宮崎に帰って来てください」という天の声を聞き、これがその後の知事選出馬のキッカケとなったと話している[64]。
- 2007年に宮崎県知事として、笑っていいとも!に出演。
- 2008年アメリカ合衆国大統領選挙で勝利した民主党のバラク・オバマについて、「演説が上手というような評価ですが、私から言わせると、その技量は普通[65]」と評した。
- 上記の通り、マラソンに打ち込んでいる。TBSのオールスター感謝祭の赤坂5丁目ミニマラソンに出演する際は必ず参加したり、日本テレビの24時間テレビ 「愛は地球を救う」のチャリティーマラソンについて「誘いがあれば検討したい」と述べていた[66]。政界で同じくマラソンに打ち込んでいる鈴木宗男をライバル視しており、2008年東京マラソンでは敗北したものの、2009年東京マラソンでは鈴木宗男よりも早くゴールインした。東京マラソン後に政務をこなした[67]。
  - オールスター感謝祭については、本編であるクイズでも活躍している。2016年春までに4回の優勝（1994秋、1997春、1997年末、2016春）があり、優勝回数最多記録を維持している（2位は、2024年春優勝で3回の粗品（霜降り明星））。
- 宮崎県知事就任後も師匠のビートたけしの事は「神の様な人」と尊敬している。
- 2009年の『M-1グランプリ』に同大会の大会委員長である島田紳助から直々にオファーがかかり、漫才経験者でもあったことを活かし『M-1グランプリ2009』の審査員を務めた。政治家経験者で審査員となったのは青島幸男、西川きよし、立川談志に次いで4人目で、現職政治家並びに都道府県知事が審査員を務めるのは初となった。
- 2010年2月14日の「延岡西日本マラソン」でランナーとして走る事を表明し、制限時間3時間30分中、3時間23分45秒で270位の成績で完走した。大会前日のレセプションで、河野俊嗣宮崎県副知事が「役所が一番忙しい1月に496キロも走りこんでいた」というエピソードを披露した。
- 2011年11月10日に銀座のふぐ料理店で裏メニューのふぐ肝料理「肝ポン酢」を食べた女性客が食中毒を起こした事件で、その女性と同席していた東国原が「肝ポン酢」を注文したと報道がされた。東国原は自身のブログで「九州の宮崎・大分等には毒性のないふぐの肝が提供されることが多々あります」「（毒性が無いと認識していたので）いつものようにごく普通に「肝ポン酢」と注文したわけです」とコメントしているが[68][出典無効]、東京都や宮崎県の保健所は「全国のどこであってもふぐ肝料理は違法」と東国原の主張を否定している[69]。
- 政界引退後は、『ザ・ボイス そこまで言うか!』（ニッポン放送）、『バイキング』（フジテレビジョン）、『ゴゴスマ -GO GO!Smile!-』（CBCテレビ）などの情報番組にコメンテーターとして出演している。
- 中学2年生の時、お笑い芸人を目指すため坂田利夫の弟子になるべく、家出をして大阪に行く計画を立てた。相方として選んだ同級生のヤマシタショウイチロウと共に新聞配達をして旅費を貯めた。三学期の2月10日に決行、都城駅から急行彗星に乗り込んだ。しかし、小倉駅で立ち食いうどんで腹ごしらえをして居た所を保護され、連れ戻された。[70]

### 『プレバト!!』関連
- 2018年6月7日の『プレバト!!』の特待生昇格試験において披露した作品「梅雨明けや指名手配の顔に×」が「前年（2017年）の6月26日に『宮崎日日新聞』へ掲載された読者からの投稿句に類似している」とtwitter上で句の投稿者の関係者から指摘されたことをきっかけに、東国原による盗作疑惑が放送後に浮上した。東国原は2018年7月5日に自身のtwitter公式アカウントで「（twitterで）指摘の俳句を全く知らなかったが、（当番組で査定された句と）あまりにも似ているうえに、地元の新聞（『宮崎日日新聞』）に出ていたので、もはや『盗作』と言われても仕方ない。全く承知していなかったとはいえ、結果として似てしまったのは、『私の至らなさ・責任』だと思う。盗作の疑念を持たれても仕方ない」という表現で謝意を示しながらも、「（当番組への査定向けに）句を作る際には、類句がないことを、関係者の協力で確認している」として、盗作の事実を否定した上で「自分の名前で発表した句について、類句や類想句であることが発表後に発覚した場合には、盗作の事実がなくてもその句を取り下げる（『自分の句』であることを一切主張しない）」という俳句のマナールールに則って、前述した句を取り下げる方向で番組スタッフとの相談・協議に入ることを明かした[71]。これに対し査定員の夏井いつきは、「自作の句が高浜虚子の句と一字一句違わないことを、他人から指摘されるまで知らなかったことがある」という経験談を披露しながら、「俳句の世界ではよくある話」として、疑惑を指摘された句の取り下げを東国原へ助言するだけにとどめ、段位昇格の取り消しを行わなかった[72]。
- 2019年1月の俳句タイトル戦冬麗戦において優勝[73]。2019年10月10日の金秋戦において、5度目の優勝[74][75]。2020年4月9日の春光戦において、6度目の優勝[76]。2022年1月13日の冬麗戦において、過去最多7度目の優勝を果たした[77]。2018年7月26日の俳句査定において、お題「離婚届」で、名人10段に到達した[78]。2019年3月28日、「2018年度最優秀俳句発表スペシャル」において、自身の作品「鰯雲仰臥の子規の無重力」が「2018年最優秀俳句」に選ばれた[79]。2021年4月29日には、お題「分別タイプのゴミ箱」で、史上2人目となる永世名人に昇格した[80][81]。
- 夏井から、東国原の俳句は、作品のアップダウンが激しく、発想は面白いのだが兼題によっては発想に酔ってやりすぎてしまう。俳句を真剣にやったら上手くなると評価している[82]。
- 2021年6月22日、自身のTwitterにて、2021年の炎帝戦において、「3位以内に入らなかったら永世名人の返上も検討」している事を明かした[83]。炎帝戦の結果は2位だったので、現状維持となった[84]。
- 2022年2月24日に東国原が詠んだ「蝶は測るフードコートの奥行を」が夏井から「永世名人の新たな作風！な上に詠んだ瞬間にうっとりし、こういう句を読ませていただくと読み手である私の血が綺麗になっていく。長生きできそうです」と絶賛された[85]。
- 2022年8月18日、句集完成まで残り15句中に、宮崎県知事選出馬を表明した東国原は、「どんな形でいいから、何とか完成させたい」とTwitterにて語っていた[86]。

## 出演

### テレビ番組
- ビートたけしのスポーツ大将（ANB）
- アイドルパンチ（ANB）
- スポーツすごい人（TVA）
- そんなバカな!?（NBN）
- 週刊にぎやかテレビ（KTV）
- そのまんま東 こだわる（KTV）
- 三宅裕司のぎゃっぷウォーズ（TBS）
- 巨泉の使えない英語（ABC）
- M-10（ANB）※リニューアル前の「こだわりTV PRE★STAGE」にも出演。
- テレビ近未来研究所（TBS）
- 新春かくし芸大会（CX）
- PRESTAGA（ANB）
- トントン拍子（KTV）
- オジャマンないと!（NBN）
- ぴりっとタケロー（TBS）
- 丹波・山瀬のパニックTV（YTV）
- スポーツTODAY（TX）
- 遠慮は無用!（KTV）
- ザ・ラスベガス（YTV）
- ムーブ・三宅裕司の!どこが違うの?（TBS）
- ムーブ・上岡龍太郎の男と女ホントのところ（TBS）
- ザッツ!・上岡龍太郎VS50人→上岡龍太郎がズバリ!（TBS）
- みのもんたの世渡りジョーズ（NTV）
- 発明将軍ダウンタウン（NTV）
- 関口宏のびっくりトーク ハトがでますよ!（YTV）
- 世界まる見え!テレビ特捜部（NTV）
- マジカル頭脳パワー
  1. 1993年1月23日
- おまかせ!山田商会（TX）
- NOMAKEUP - MC（ANB）
- ニョキニョキ植物王国 - MC（TX）
- おはようナイスディ（CX）
- 上岡龍太郎にはダマされないぞ!（CX）
- 突撃家族ウォーズ（TX）
- 大阪ほんわかテレビ（YTV）
- どんまい!スポーツ&ワイド（YTV）
- もぎたてバナナ大使（TBS）
- 龍の金印（ANB）
- 大発見!恐怖の法則（ANB）
- クイズ何ぼのもんじゃ（TVO）
- 真昼の決闘どっちやねん（TVO）
- 奇跡体験!アンビリバボー（CX）
- たかじんnoどォ!（YTV）
- おしえてアミーゴ（TBS）
- ホンマかいな!（KTV）
- 板東英二の必笑ゴルフ（CBC）
- 今夜は帰して（ANB）
- 痛快!エブリディ（KTV）
- 痛快なりゆき番組 風雲!たけし城（TBS系）2代目家老 東国原英夫之守三太夫Jr.（ひがしこくばる ひでおのかみ さんだゆう ジュニア）
  - 号外版 風雲!たけし城（TBS系）
- そのまんま東のバーチャル情報局（TX）
  - そのまんま東のバーチャルZ（TX）
- アッコにおまかせ!（TBS系） - 不定期
- ニョキニョキ植物王国（1994年10月 - 1995年3月、テレビ東京）
- ウッチャンナンチャンの炎のチャレンジャーこれができたら100万円!! - 準レギュラー
- オールスター感謝祭
- オレたちひょうきん族（主に末期）
- カジノザウルス - 数回、島田紳助の代理司会を担当。
- 森田一義アワー 笑っていいとも! - 木曜レギュラー、降板後の2007年4月30日放送分と2011年6月7日にゲストとして出演。
- なるほど!ザ・ワールド（フジテレビ） - 主に田村英里子とペアで出演していた。
- スター爆笑Q&A
- スーパーJOCKEY
- 朝までたけし軍団
- ビートたけしのお笑いウルトラクイズ
- とんねるずの生でダラダラいかせて!!
- セイシュンの食卓
- ビデオあなたが主役
- 超次元タイムボンバー - 準レギュラー
- 紳助のサルでもわかるニュース
- まっ昼ま王!!（火曜日）
- 上岡龍太郎がズバリ!
- ここがヘンだよ日本人
- 日立 あしたP-KAN気分!
- アッコの泣かしたろか!?
- たけしの万物創世記
- たけしの斎藤寝具店

### テレビドラマ
- 青が散る（1983年、TBS系）
  - 第7話「恋をせおったラクダたち」 - ウルトラマンの撮影監督 役
- ビートたけし殺人事件 失われた魔人の伝説（1989年10月、TBS系）
- 白い巨塔（1990年、テレビ朝日系） - 安西医局長 役
- 誰にも言えない（1993年、TBS系） - 栗林俊治 役
- 誘惑（1990年4月-6月、TBS） - 岸森博 役
- 世にも奇妙な物語 『死後の苦労』（1990年、フジテレビ系） - 香川良夫
- 世にも奇妙な物語 『死神』（1991年、フジテレビ系）
- 月曜ドラマスペシャル 十津川警部シリーズ13『特急「しなの21号」殺人事件』（1997年9月29日、TBS系） - 安木刑事 役
- はぐれ刑事純情派
  - （2001年） - 内村勇作
  - （2003年） - 松田裕二
- 金田一少年の事件簿（2001年、日本テレビ系） - 神明忠治 役
- 土曜ワイド劇場 牟田刑事官VS終着駅の牛尾刑事そして事件記者冴子2『暗渠の連鎖』（2002年12月28日、テレビ朝日系） - 三上茂美 役
- VICTORY! 〜フットガールズの青春〜 （2003年11月22日、フジテレビ系）
- 土曜ワイド劇場 救急救命士・牧田さおり4『緊急出動! 毒劇物災害の現場になぜ刺殺体?』（2005年11月12日、テレビ朝日系） - 北村光男 役
- 下町ロケット（2015年10月 - 12月、TBS） - 根木節生 役
- 愛してたって、秘密はある。（2017年7月 - 9月、日本テレビ系） - 前園勝敏 役

### 映画
- 獅子王たちの夏（1991年1月12日公開、東映）監督:高橋伴明 - 荒川真吾 役[87]
- みんな〜やってるか!（1995年2月11日公開、日本ヘラルド映画）監督:ビートたけし[88]

### オリジナルビデオ
- IMADOKI初恋物語（1991年1月25日、ジャパンホームビデオ）監督:神代雅喜[89]
- 真・雀鬼3 東西麻雀決戦（1999年11月26日、徳間書店）監督:片岡修二[90]
- 実録・九州やくざ抗争史 LB熊本刑務所 義絶盃（2002年3月25日、アルバトロス・フィルム）監督:市川徹 渡辺貴文[91]
- 難波金融伝・ミナミの帝王26 一千万の銃弾（2003年、ケイエスエス）監督:萩庭貞明  - 田端則夫 役[92]

### 情報番組・報道番組
- スーパーモーニング（ANB）
- 真相報道 バンキシャ!（NTV）
- ニュースのキセキ（CX）
- やじうまプラス（ANB）
- ウェークアップ（YTV）
- TheサンデーNEXT（NTV）
- 2時っチャオ!（TBS）
- めざましどようび（CX）
- 報道2001（CX）
- ブロードキャスター（TBS）
- ラジかるッ（NTV）
- NNN Newsリアルタイム（NTV）
- サンデースクランブル（ANB）
- サンデープロジェクト（ANB）
- スーパーモーニング（ANB）
- スッキリ（NTV）
- 情報ライブ ミヤネ屋（YTV）
- 今日感テレビ（RKB毎日放送）
- ザ・ワイド（NTV）
- ハッケン!!（CX）
- ザ・サンデー（NTV）
- 報道ステーション（ANB）
- ブロードキャスター（TBS）
- 朝ズバッ!（TBS）
- NEWS23（TBS）
- TVスクランブル（ANB）
- FNNスーパーニュース（CX）
- めざましテレビ（CX）
- 新報道プレミアA（CX）
- スーパーJチャンネル（ANB）
- 2時ワクッ!（関西テレビ）※終了

### 舞台
- 獄中の歌人「アキト」（2001年3月）-（アキト）役（東京芸術劇場）
- おーい！竜馬 （2006年7月）-（勝海舟）役（シアターサンモール）
- ペコロスの母に会いに行く（2016年） - ユウイチ（ペコロス） 役

### ラジオ
- ミュージックワイド そのまんま東のこのまんまサンデー（1990年10月14日 - 、TBSラジオ）
- ビートたけしのオールナイトニッポン（1990年ごろ、たけしの代理 ニッポン放送系）
- そのまんま東のぐらぐらグラッチェ（1990年10月 - 1991年3月、ニッポン放送）
- そのまんま東のグラッチェ電リク（1991年5月 - 1991年9月、ニッポン放送）

### CM・広告
- 発毛促進剤ビタブリッドC
- 丸大食品（適塩食生活）
- 霧島酒造（宮崎県都城市にある焼酎などの醸造メーカー）
- 中部ハウス工業（そのまんま貼る「スーパーガード」）
- 大日本除虫菊アリキンチョ-ル・キンチョール（1991年）
- モンデリーズ・ジャパン「クロレッツ」スッキリガム総選挙キャンペーン（2017年） ※田村淳・小島瑠璃子・松崎しげる・ryuchellと共演

### 新聞
- 学生新聞 ※表紙[93]

### その他
- FUNKY MONKEY BABYS 「そのまんま東へ」※CDジャケットにも顔のアップ写真が起用されている

### 知事就任後

#### テレビ
- M-1グランプリ-審査員（ABC）
- 大日本アカン警察（CX）
- ハイスクール革命（NTV）
- 開運!なんでも鑑定団（テレビ東京）
- くりぃむドッキリ（NTV）
- HEY!HEY!HEY! MUSIC CHAMP（CX）
- 痛快!明石家電視台（MBS）
- たけしのニッポンのミカタ!（テレビ東京）
- キズナ食堂（TBS）
- 人生が変わる1分間の深イイ話（NTV）
- 新・情報7DAYS ニュースキャスター（TBS）
- 雑学王（ANB）
- クイズプレゼンバラエティー Qさま!!（ANB）
- バラエティーニュース キミハ・ブレイク（TBS）
- 朝だ!生です旅サラダ（ABC）
- 水曜ノンフィクション（TBS）
- たけしの日本教育白書（CX）
- 評決クダル（NTV）
- 『ぷっ』すま（ANB）
- 脳内エステIQサプリ（CX）
- 最終警告!たけしの本当は怖い家庭の医学（ABC）
- FNS27時間テレビ（CX）
- 難問解決!ご近所の底力（NHK）
- はなまるマーケット（TBS）
- 赤坂屋台村（TBS）
- ぴったんこカン・カン（TBS）
- 週刊えみぃSHOW（YTV）
- 一攫千金!日本ルー列島（CX）
- 王様のブランチ（TBS）
- ムーブ!（ABC）
- せやねん!（MBS）
- ウチくる（CX）
- ハピふる（CX）
- さんまのまんま（CX）
- 平成教育委員会（CX）
- さんまのSUPERからくりTV（TBS）
- VVV6（CX）
- 居場所を下さい（CX）
- ザ!世界仰天ニュース（NTV）
- 国分太一・美輪明宏・江原啓之のオーラの泉（ANB）
- おーい、ニッポン（NHK）
- 太田光の私が総理大臣になったら…秘書田中。（NTV）
- 日経スペシャル カンブリア宮殿「どげんかせんといかん！ 宮崎から日本を変える男の365日」[94]（2008年1月14日、テレビ東京）
- ちちんぷいぷい（MBS）
- 欽ちゃん&香取慎吾の全日本仮装大賞（NTV）
- ボクらの時代（CX）
- オジサンズ11（NTV）
- クイズ・ドレミファドン!（CX）
- 愛のエプロン（ANB）
- ランキンの楽園（TBS）
- 今夜はシャンパリーノ（YTV）
- ふるさと再生（NHK）
- ぐるぐるナインティナイン（NTV）
- ゴールデンラッシュ嵐（CX）
- 1億人の大質問!?笑ってコラえて!（NTV）
- 爆笑そっくりものまね紅白歌合戦-本人登場（CX）
- 銭形金太郎（ANB）
- 九州青春銀行（RKB毎日放送）
- ものまねグランプリ-本人登場（NTV）
- 田舎に泊まろう（テレビ東京）
- ダウンタウンDX（YTV）
- いい旅夢気分（テレビ東京）
- ワールドビジネスサテライト（テレビ東京）
- ドリーム・プレス社（TBS）
- クイズ日本語王（TBS）
- ピンポン!（TBS）
- おしゃれイズム（NTV）
- 天才!志村どうぶつ園（NTV）
- みなさんのおかげでした-食わず嫌い王（CX）
- うたばん（TBS）
- SMAP×SMAP（CX）
- 森田一義アワー 笑っていいとも!（CX）
- 踊る!さんま御殿!!（NTV）
- 24時間テレビ 「愛は地球を救う」（NTV）
- 秘密のケンミンSHOW（YTV）
- 行列のできる法律相談所（NTV）
- めちゃ×2イケてるッ!（CX）
- 直撃!コロシアム!! ズバッと!TV（TBS）
- クイズ$ミリオネア「CX）
- メレンゲの気持ち（NTV）
- 学校へ行こう!（TBS）
- オールスター感謝祭（TBS）
- 世界バリバリバリュー（MBS）
- いつみても波瀾万丈（2007年5月6日、日本テレビ系）
- サンデージャポン（TBS系）就任後より、不定期ながら密着取材を受けている。ただし、宮崎県を含む九州・沖縄圏では未放送。
- 朝まで生テレビ!（2008年3月28日、テレビ朝日系）パネラー
- おーい、ニッポン（2008年2月）
- 裸の大将放浪記〜宮崎の鬼が笑うので（2008年5月、フジテレビ） - 宮崎県庁のシーンで架空の宮崎県知事として出演
- 平成教育委員会（2007年（解答者として）・2008年、フジテレビ）
- モクスペ・有名人最恐怪談SP（2008年8月7日）
- ビートたけしのTVタックル（テレビ朝日）-準レギュラー
- MRTイブニングニュース（宮崎放送）
- UMKスーパーニュース（テレビ宮崎）
- 延岡西日本マラソン ゲスト解説（2008年から、制作局：テレビ宮崎）
- 東国原知事特別出演 「よかとこ宮崎SP」（旅チャンネル）
- THE・サンデー NEXT（2008年10月 - 2011年1月、日本テレビ）
- おにぎりあたためますか（2008年12月、北海道テレビ放送）
- 情報7days ニュースキャスター（2009年2月7日・12月26日、TBS系）
- サキヨミLIVE（フジテレビ系） - 不定期出演
  - 知事就任後はVTRなど、報道番組への出演が多くなっている。
- M-1グランプリ2009審査員（2009年12月20日、ABC制作・テレビ朝日系）
- ワイドナショー（フジテレビ） - 不定期出演
- くりぃむクイズ ミラクル9 - 不定期出演
- プレバト!!（MBS） - 俳句（永世名人）など
- ゴゴスマ -GO GO!Smile!-（CBC） - 2019年3月まで水曜日レギュラー。2021年4月から月曜日、木曜日レギュラー。
- バイキング（フジテレビ系、〜2020年9月25日で卒業） - 月曜日は不定期、金曜日はレギュラー出演。
- 田村淳の訊きたい放題（TOKYO MX） - 不定期出演
- 胸いっぱいサミット!（関西テレビ） - レギュラー
- まちプリ (RKB毎日放送)金曜日コメンテーター[95]
- タダイマ (RKB毎日放送)2022年4月〜毎週金曜日レギュラー

#### ラジオ
- 〜日本をどげんかせんといかん!〜東国原英夫のオールナイトニッポン（2007年3月9日 ニッポン放送。宮崎放送から全国に生放送）
- 夕やけ寺ちゃん 活動中（2011年8月25日・9月14日、文化放送コメンテーターとして出演）
- ザ・ボイス そこまで言うか!（2011年8月・10月・12月、2012年1月6日 -2012年10月31日 、ニッポン放送・水曜レギュラー）

#### 映画
- 劇場版 ゲゲゲの鬼太郎 日本爆裂!!（2008年12月20日公開、東映）監督:古賀豪 本人役として特別出演（声） - 九州・沖縄地方で上映したバージョンのみに登場[96]。劇中では宮崎牛のPR活動を行っており、「どげんかせんといかん！」のフレーズも披露していた[97]。
- 佐賀のがばいばあちゃん（2009年4月25日公開、アジア シネマ ギルド）監督:島田洋七 - 郵便配達 役（特別出演）[98]
- 三十九枚の年賀状（2009年6月20日公開、スリー・ジー・コミュニケーションズ）監督:図師三千男 ※特別出演 - 宮崎日日新聞と九州電力宮崎支店が主催する「お茶の間エッセー」特選受賞作品を原作としている[99]。
- ウルトラマンサーガ（2012年3月24日公開、松竹）監督:おかひでき - 触角宇宙人・バット星人（声） 役[100]

### オリジナルビデオ
- 権力の階段 ～総理への道～3（2020年10月25日、シネマパラダイス）監督:辻裕之 - 友情出演[101]

## 書籍

### 著書

#### 「そのまんま東」名義
- 『ビートたけし殺人事件』（1988年2月28日、太田出版）ISBN 4900416371
  - 『ビートたけし殺人事件』（1993年4月18日、太田出版 OHTA BUNKO）ISBN 9784872331035
- 『明石家さんま殺人事件』（1989年4月26日、太田出版）ISBN 4900416592
- 『伝言ダイヤル殺人事件』（1990年12月12日、太田出版）ISBN 4872330102
- 『そのまんま東のそんなバカな!?』（1993年5月12日、海越出版社）ISBN 4876971552
- 『東国原家の夏休みinダーウィン』（1999年5月28日、碧宙出版）ISBN 4921104026
- 『どん底』（2000年5月11日、音羽出版）ISBN 4901007106
  - 『どん底』（2007年2月28日、音羽出版）※新装版 ISBN 4901007289 - 「東国原英夫」名義
- 『ゆっくり歩け、空を見ろ』（2001年2月20日、新潮社）ISBN 4104439010
  - 『ゆっくり歩け、空を見ろ』（2007年4月1日、新潮社 新潮文庫）ISBN 9784101314716
- 『芸人学生 僕が学びつづける理由』（2004年11月8日、実業之日本社）ISBN 4408106143
- 『60歳を人生ピークにもっていく法 今日からできる、誰にでもできる！』（2005年12月1日、KKロングセラーズ）ISBN 4845420910

#### 「東国原英夫」名義
- 『どん底』（2007年2月28日、音羽出版）※新装版 ISBN 4901007289
- 『宮崎発 日本を変えんといかん』（2007年4月20日、集英社）ISBN 9784420310178
- 『宮崎で生まれた改革の波は、そのまんま〜東へ!』（2007年4月25日、ベストセラーズ）ISBN 9784584130018
- 『そのまんま日記』（2007年4月26日、角川書店）ISBN 9784048839815

※オフィシャルサイト（後述）で書かれていた日記をまとめたもの
- 『ニッポンを繁盛させる方法』（共著者:島田紳助）（2007年11月10日、角川書店）ISBN 9784047101210

※お笑い芸人の島田紳助との対談
- 『絆 佐賀のがばいばあちゃんと宮崎のてげなかあちゃん』（共著者:島田洋七）（2008年3月29日、徳間書店）ISBN 9784198624958
  - 『絆 佐賀のがばいばあちゃんと宮崎のてげなかあちゃん』（共著者:島田洋七）（2011年1月15日、徳間書店 徳間文庫）ISBN 9784198932886

※お笑い芸人の島田洋七との対談
- 『芸人学生、知事になる』（2008年5月30日、実業之日本社 じっぴコンパクト新書）ISBN 9784408420059

※2004年刊『芸人学生』の増補改訂版
- 『知事の世界』（2008年5月30日、幻冬舎 幻冬舎新書）ISBN 9784344980839
- 『決断力。 人間「東国原英夫」から何を学ぶのか』（2008年11月25日、創英社）ISBN 9784881421864
- 『人生を劇的に変える東国原式勉強法』（2009年5月21日、アスコム）ISBN 9784776205524
- 『俺たちの新・日本列島改造論』（共著者:田中義剛）（2009年7月10日、講談社）ISBN 9784062154369
- 『地方という生き方 僕たちが東京を離れた理由』（共著者:島田洋七）（2010年2月19日、ソニーマガジンズ）ISBN 9784789734028
- 『人生で大切なことはすべてマラソンで学んだ！』（2010年3月5日、晋遊舎）ISBN 9784863910669
- 『逆境を、笑え。 「折れない心」をつくる45の発想』（2010年3月11日、イースト・プレス）ISBN 9784781603605
- 『20歳のための20年後会議』（共著者:おちまさと）（2010年12月25日、日本放送出版協会）ISBN 9784140814505
- 『東国原流人生相談 あなたの悩みをどげんかせんといかん』（2011年5月1日、東京コラボ）ISBN 9784915096976
- 『決断の真実』（2011年7月1日、創英社/三省堂書店）ISBN 9784881425527

### 関連書籍
- 『総理を夢見る男 東国原英夫と地方の反乱』（著者:共同通信社宮崎支局）（2010年5月7日、梧桐書院）ISBN 9784340140015

## 受賞歴
- 東京スポーツ映画大賞 特別賞（2007年）
- 日本トレンド大賞（2007年）
- マニフェスト大賞 最優秀賞（2007年）
- 第20回日本メガネベストドレッサー賞（2007年）
- ユーキャン新語・流行語大賞（2007年）（宮崎を）どげんかせんといかん
- ゴールデングローブ賞（2007年）
- まちづくり総務大臣賞（2007年）
- 日本ユーモア大賞（2007年）
- GQ MEN OF THE YEAR 2007（2007年）[102]
- 日本PR大賞パーソン・オブ・ザ・イヤー（2007年）
- 舞台ペコロスの母に会いに行く 名古屋ペンクラブ賞（2016年）
- MBSプレバト!!最優秀俳句 天の句（2020年）[要出典]
- 第14回日本シューズベストドレッサー賞[103]

## 東国原を演じたことがある人物
- 山寺宏一（ヤッターマン（第2作））
- 高橋ジョージ、今井悠貴（少年時代）（「ゆっくり歩け、空を見ろ」関西テレビ制作・フジテレビ系列、2008年4月1日放送）